# Dolná Krupá
Dolná Krupá és un poble i municipi d'Eslovàquia que es troba a la regió de Trnava, a l'oest del país.

## Història
La primera menció escrita de la vila es remunta al 1113.

## Demografia
| Godina             | 1994 | 2004   | 2014   | 2024   |
| ------------------ | ---- | ------ | ------ | ------ |
| Nombre de persones | 2205 | 2229   | 2284   | 2454   |
| Diferència         |      | +1,08% | +2,46% | +7,44% |

| Godina             | 2023 | 2024 |
| ------------------ | ---- | ---- |
| Nombre de persones | 2454 | 2454 |
| Diferència         |      | +0%  |